# Annamia
Annamia is een geslacht van straalvinnige vissen uit de familie van de steenkruipers (Balitoridae).

## Soorten
- Annamia normani (Hora, 1931)
- Annamia thuathienensis Nguyen, 2005